# Distrito de Suiza Sajona
El Distrito de Suiza Sajona (en alemán: Landkreis Sächsische Schweiz) fue entre 1994 y 2008 un Landkreis (distrito) ubicado en el estado federal de Sajonia (Alemania), en la región conocida como Suiza sajona. La capital del distrito recaía sobre la ciudad de Pirna. En 2008 se fusionó con el distrito de Weißeritz para formar el distrito de Suiza Sajona-Montes Metálicos Orientales, del cual también es capital Pirna.

## Geografía
El distrito de Suiza Sajona se encontraba ubicado al sur de la ciudad de Dresde. Sus límites eran la frontera con la República Checa al este y sur, el Weißeritz al oeste, Dresde al noroeste, y al norte los distritos de Kamenz y Bautzen. El núcleo principal del territorio lo ocupaba la región histórica de la Suiza sajona, que daba nombre al distrito; al noroeste estaba el Lausitzer Bergland (región montañosa de Lusacia) y al oeste y este el Erzgebirge. Por mitad del territorio del distrito fluía el río Elba. El punto más bajo de se encontraba precisamente a orillas del Elba, en la frontera con Dresde (109 m), y la parte más alta en el alto de Oelsener (644 m) junto a la localidad de Oelsen, al suroeste del distrito, en el Erzgebirge oriental.

## Historia
El territorio del distrito se formó administrativamente el 1 de agosto de 1994 debido a una reforma del distrito con la fusión de los extintos distritos de Sebnitz y Pirna. El desbordamiento del Elba en verano del 2002 afectó a muchas ciudades y municipios de este distrito. En 2008 se reformó la distribución territorial de Sajonia y el distrito dejó de existir legalmente.

## Composición del distrito
(Número de habitantes de 30 de septiembre de 2005)
| Ciudades 1. Bad Gottleuba-Berggießhübel (6.103) 2. Bad Schandau (3.050) 3. Dohna (6.123) 4. Heidenau (16.722) 5. Hohnstein (3.777) 6. Königstein (Sächsische Schweiz) (2.858) 7. Liebstadt (1.395) 8. Neustadt in Sachsen (10.302) 9. Pirna, Große Kreisstadt (40.198) 10. Sebnitz, Große Kreisstadt (9.081) 11. Stadt Wehlen (1.719) 12. Stolpen (6.128) | Municipios 1. Bahretal (2.362) 2. Dohma (2.122) 3. Dürrröhrsdorf-Dittersbach (4.772) 4. Gohrisch (2.209) 5. Hohwald (4.823) [Sitz: Langburkersdorf] 6. Kirnitzschtal (2.192) [Sitz: Lichtenhain] 7. Lohmen (3.318) 8. Müglitztal (2.247) [Sitz: Weesenstein] 9. Porschdorf (1.305) 10. Rathen, Kurort (435) 11. Rathmannsdorf (1.113) 12. Reinhardtsdorf-Schöna (1.637) 13. Rosenthal-Bielatal (1.771) 14. Struppen (2.762) |